# Internazionali d'Italia 1960
Gli Internazionali d'Italia 1960 sono stati un torneo di tennis giocato sulla terra rossa. È stata la 17ª edizione degli Internazionali d'Italia. Sia il torneo maschile sia quello femminile si sono giocati al Foro Italico di Roma in Italia.

## Campioni

### Singolare maschile
Barry MacKay ha battuto in finale  Luis Ayala con il punteggio di 7–5, 7–5, 0–6, 0–6, 6–1

### Singolare femminile
Zsuzsa Körmöczy  ha battuto in finale  Ann Haydon con il punteggio di 6–4, 4–6, 6–1

### Doppio maschile
La finale tra  Nicola Pietrangeli /  Orlando Sirola e  Neale Fraser /  Roy Emerson è stata sospesa sul punteggio di 3–6, 7–5, 2–6, 11-11

### Doppio femminile
Margaret Hellyer /  Yola Ramírez hanno battuto in finale  Shirley Bloomer Brasher / Ann Haydon  6–4, 6–4

### Doppio misto
Non disputato per pioggia